# Paulo Saraiva
Paulo Jorge Saraiva (Coimbra, 1964 — Lisboa, 6 de Fevereiro de 2012) foi um cantor português.

Foi co-fundador da Orxestra Pitagórica e da Estudantina Universitária de Coimbra.
Em 1997 editou um álbum de originais, intitulado "Canções com Lágrimas", que contou com a participação de António Bernardino, Vitorino e Janita Salomé.